# Rita Röhrl
Rita Röhrl (* 9. Oktober 1953 als Rita Huber in Teisnach, Landkreis Regen) ist eine deutsche Politikerin (SPD). Von 1990 bis 2017 war sie Bürgermeisterin der Marktgemeinde Teisnach, von 2017 bis 2023 war sie Landrätin des Landkreises Regen.

## Leben
Röhrl ist gelernte Buchhändlerin. Sie ist Kreisvorsitzende des Gartenbauvereins im Kreis Regen.
Röhrl ist geschieden und hat eine Tochter.

## Politische Ämter
1978 zog Rita Röhrl erstmals in den Kreistag des Landkreises Regen ein. Von 1982 bis 1986 sowie seit 1990 ist Röhrl Mitglied im Bezirkstag von Niederbayern. Seit 1984 gehört sie dem Marktgemeinderat Teisnachs an. Bei der Kommunalwahl im Jahr 1990 kandidierte sie für das Amt der Bürgermeisterin von Teisnach und konnte sich mit 54 Prozent gegen den Amtsinhaber Ottmar Schober (CSU) durchsetzen. 1994 kandidierte sie für das Amt der Landrätin des Landkreises Regen, musste sich aber ihrem Gegenkandidaten Heinz Wölfl (CSU) geschlagen geben. Nachdem sie sich bei den Kommunalwahlen 1996 und 2002 gegen ihre Gegenkandidaten durchsetzen konnte, wurde sie 2008 und 2014 als einzige Bewerberin wiedergewählt. Röhrl ist zudem Vorsitzende des SPD-Unterbezirksgremiums Regen. In Interviews gab sie zunächst an, als zurzeit dienstälteste weibliche Bürgermeisterin in Bayern bei der Wahl 2020 nicht mehr antreten zu wollen.
Am 27. März 2017 gab sie nach dem Rückzug des amtierenden Landrats Michael Adam (SPD) jedoch bekannt, bei der Landratswahl in Regen am 24. September 2017 zu kandidieren. Im ersten Wahlgang am 24. September 2017 erreichte sie 46,9 % der Stimmen, Stefan Ebner (CSU) erhielt 38,8 %, Johann Müller (AfD) 8,3 % und Jens Schlüter (Grüne) 6,0 %. In der Stichwahl am 8. Oktober 2017 wurde Röhrl mit 54,1 % der gültigen Stimmen bei einer Wahlbeteiligung von 56,2 % zur neuen Landrätin des Landkreises Regen gewählt. Sie trat das Amt am 1. Dezember 2017 an. Wegen Überschreiten der Altersgrenze war eine erneute Kandidatur 2023 nicht möglich. Ihre Dienstzeit endete am 30. November 2023, die Nachfolge übernahm der im Oktober gewählte Ronny Raith.

## Politisches Wirken
Unter Röhrls Bürgermeisterschaft entwickelte sich die Marktgemeinde Teisnach wirtschaftlich gut. Insbesondere ist die Marktgemeinde der Standort des größten Arbeitgebers des Landkreises, Rohde & Schwarz.
Als ihr größter politischer Erfolg gilt die Ansiedlung des Technologiecampuses Teisnach 2009, ein Forschungscampus der Technischen Hochschule Deggendorf. Rund um diesen siedelten sich weitere Unternehmen wie das Elektrocarsharingunternehmen E-Wald an.
Röhrl gilt als große Kritikerin des Probebetriebes auf der Bahnstrecke Gotteszell–Viechtach. Sie bemängelte unter anderem die Fahrzeitverlängerung und das Umsteigen auf dem Schulweg. Darüber hinaus kritisierte sie die negativen Folgen für die hochbelastete Teisnacher Bahnhofsstraße durch die mitten durch den Ort verlaufende Bahnlinie. Diese Kritik mündete in einem durch sie angestoßenen kreisweiten Bürgerentscheid. Trotz der Ablehnung durch die Anwohner fiel der Bürgerentscheid, bei unter dem Quorum liegender Wahlbeteiligung, insgesamt positiv aus. Nach einem Bürgerentscheid wurde die Bahnstrecke für einen zweijährigen Probebetrieb am 12. September 2016 reaktiviert. Röhrl sieht sich weiterhin in ihrer Kritik durch den Betrieb bestätigt und setzt sich für eine Wahlfreiheit für Schüler durch Einführung eines Bus-Bahn-Kombitickets ein. Darüber hinaus setzt sie sich inzwischen, aufgrund der hohen Investitionssumme, für einen Dauerbetrieb der Strecke ein. So errichtete der Markt Teisnach einen Fußweg mit Brücke, um einen Haltepunkt anzubinden und unterstützt die Nachbargemeinde Geiersthal bei der technischen Sicherung eines an der Gemeindegrenze liegenden Bahnübergangs.
An der Seite von Landrat Michael Adam war sie Organisatorin mehrerer Anti-Neonazi-Demos in der Region und positioniert sich als Gegnerin rechtsextremer Parolen. Sie unterstützt darüber hinaus die Wohnungssuche von Asylbewerbern in ihrer Heimatgemeinde durch das sogenannte Teisnacher Modell. Bei diesem werden die Menschen statt in Gemeinschaftsunterkünften in privaten Mietwohnungen untergebracht.

## Ehrungen
2003 wurde Röhrl mit dem Bundesverdienstkreuz am Bande ausgezeichnet. Im Jahr 2023 erhielt sie den Bayerischen Verdienstorden.